# Ozineus angulistigma
Ozineus angulistigma là một loài bọ cánh cứng trong họ Cerambycidae.